# Ferruccio Marzari
Ferruccio Marzari (Brendola, 26 luglio 1894 – Malpensa, 11 agosto 1921) è stato un militare e aviatore italiano, che durante il corso della prima guerra mondiale fu decorato tre volte con le medaglie d'argento al valor militare. Dopo la fine della guerra partecipò al raid Roma-Tokyo, fortemente voluto da Gabriele D'Annunzio.

## Biografia
Ferruccio Felice Fortunato Marzari nacque a Brendola, da Girolamo Marzari e Sara Decia Biasin, in una casa tuttora esistente nella via che porta il suo nome, il 26 luglio 1894. 
Il 31 dicembre 1913 si arruolò volontario come soldato nel Regio Esercito,  nel 2º Reggimento bersaglieri come allievo ufficiale iscritto alla categoria della classe 1893. Tre mesi dopo viene promosso caporale, e il 1 agosto del 1914 diviene sergente, sempre in servizio nei bersaglieri.
All'età di 21 anni si arruolò nel Regio Esercito Dopo l'inizio della grande guerra combatté nelle file dei bersaglieri, e appassionatosi al mondo dell'aviazione, il 30 aprile 1916 fu destinato come sottotenente di complemento dell'arma del genio al servizio nel Corpo Aeronautico come pilota di aeroplano e assegnato al battaglione scuola aviatori. Frequentò la Scuola di aviazione di Capua, ottenendo il brevetto di pilota militare, meno di un anno dopo compì l'azione che gli valse la concessione della prima medaglia d'argento al valor militare, per una ricognizione in su Adelsberg e un bombardamento in un campo nemico tra il 23 settembre e il 14 novembre 1916.

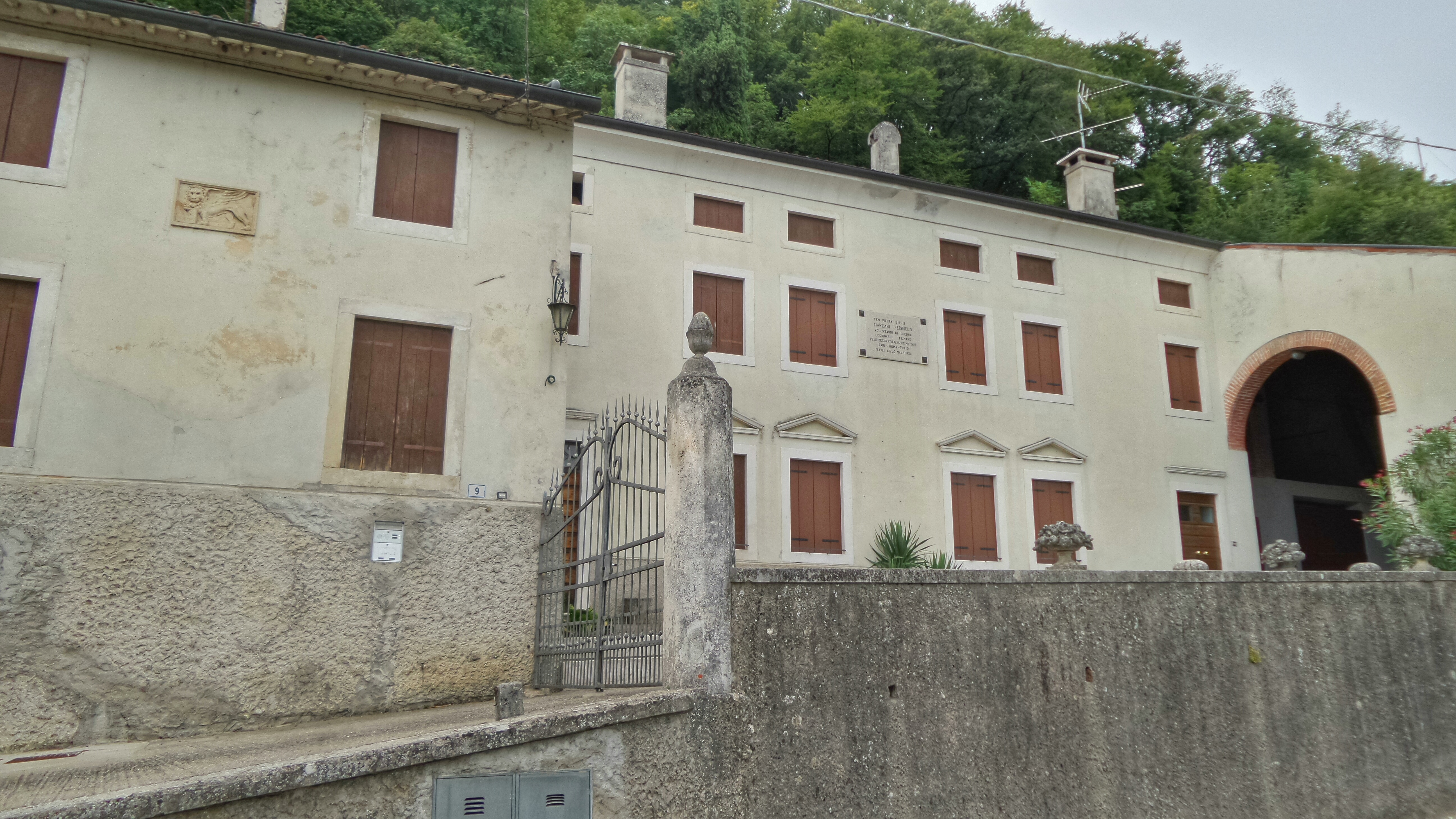
Casa natale del pluridecorato aviatore, in via Ferruccio Marzari, Brendola

Dal maggio del 1917 prestò servizio insieme a Giuseppe Gabbin sotto la 25ª Squadriglia "Voisin", mentre da gennaio del 1918 si trasferì alla 86ª Squadriglia con base a Nove. Questa nuova squadriglia venne divisa in sezioni e la terza fu affidata al suo comando, venendo nel contempo promosso tenente. In quel periodo, fino a giugno del 1918, si rese protagonista di altre azioni importanti, come lo sprezzo del pericolo nell'addentrarsi in territorio nemico per ottenere fotografie eccezionali, che gli valsero la concessione di una seconda Medaglia d'argento al valor militare. Ad agosto fu spostato nella prima sezione della 57ª Squadriglia Aeroplani, basata sul campo d'aviazione di Villafranca, dove restò fino all'agosto del 1918, quando passò in servizio 87ª Squadriglia "Serenissima".. Il 31 dello stesso mese si distinse durante un'azione su Fortezza, e fu poi decorato di una terza Medaglia d'argento al valor militare per aver, nonostante una non completata convalescenza, voluto tornare a pilotare e aver contribuito alla seconda battaglia del monte Grappa, preparando e seguendo le operazioni di monitoraggio dei nemici tra le Dolomiti e sganciando le ultime bombe.
Nel 1920 fu scelto da Gabriele D'Annunzio per fare parte degli equipaggi del raid Roma-Tokyo. Gli fu assegnato un biplano Ansaldo SVA 9, e come motorista Giuseppe Da Monte.  Tornò a casa vivo ma la sua avventura fu piena di ostacoli: il 26 marzo 1920 sul campo d'aviazione di Adalia, causa un errore di segnalazione, collise con il biplano di Ferruccio Ranza, riuscendo ad atterrare con gravi danni agli aerei. Riuscirono a riparare uno dei due velivoli con i pezzi dell'altro, e l'aereo venne assegnato a Ranza, che ripartì con il motorista Brigidi.
Rientrato in Italia, morì a causa di uno sfortunato incidente di volo sui cieli sopra la cascina Malpensa l'11 agosto 1921. La salma fu successivamente sepolta nel cimitero di Brendola.

## Onorificenze

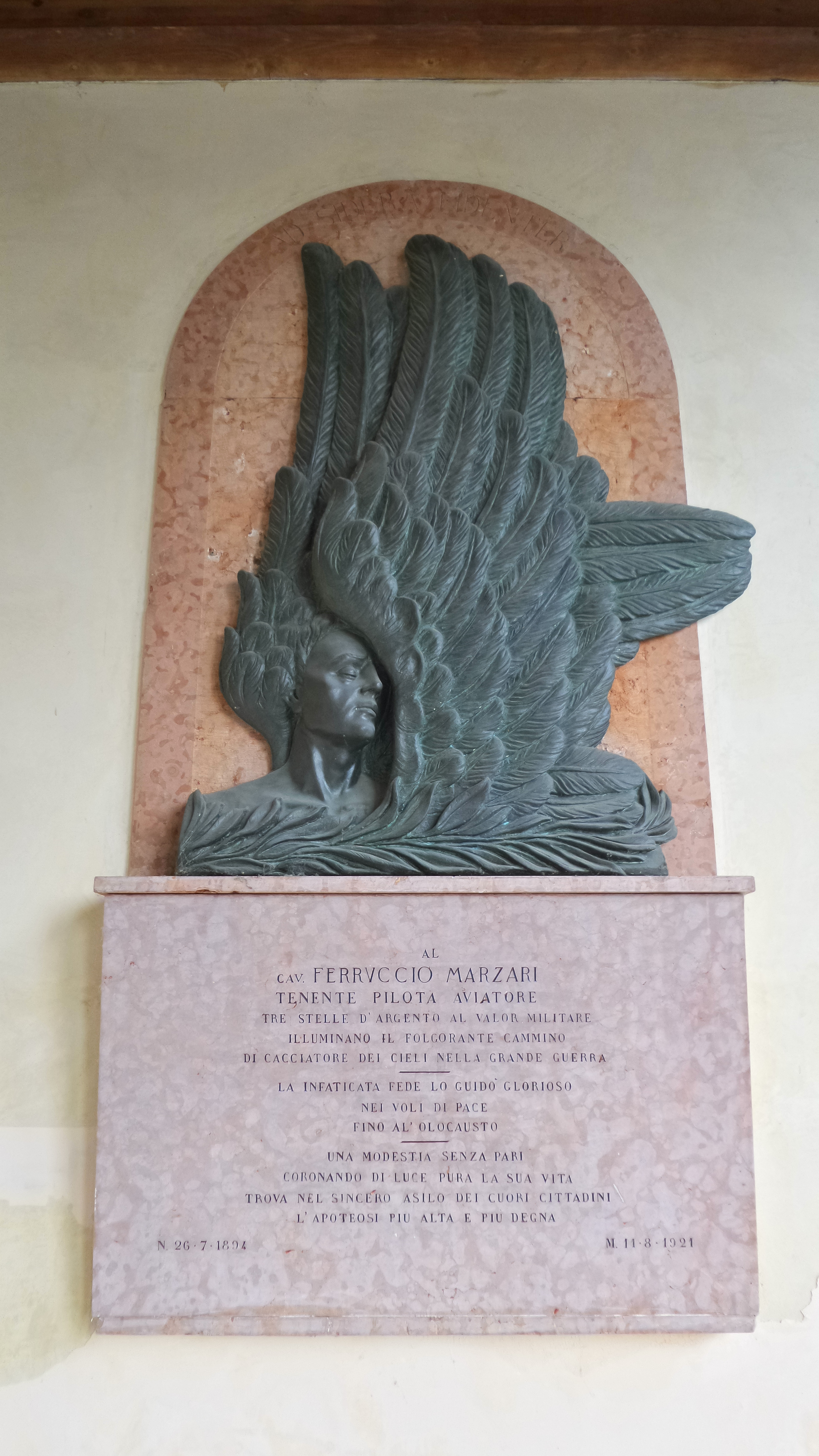
Targa commemorativa apposta presso Villa Piovene

### Esplicative
1. ↑  Oltre a lui prestarono servizio militare nella prima guerra mondiale altri 734 compaesani.

### Bibliografiche
1. 1 2 3 4 5 6 7   (PDF) Francesco Cecchin, La Grande Guerra a Brendola, su comune.brendola.vi.it, Cora, 2008. URL consultato il 26 luglio 2015 (archiviato dall'url originale il 5 novembre 2013).
2. 1 2  Archivio di Stato di Vicenza, Brendola - Stato civile, anno 1894
3. 1 2  Mancini 1936, p. 429.
4. 1 2 3 4  Il giornale di Vicenza.
5. ↑   Renato Callegari e Stefano Gambarotto, Piloti, su ilfrontedelcielo.it. URL consultato il 26 luglio 2015 (archiviato dall'url originale il 4 marzo 2016).
6. ↑   Roberto Gentilli e Paolo Variale, 87 Squadriglia Serenissima, su quellidel72.it. URL consultato il 26 luglio 2015.
7. ↑  Ludovico 1970, p. 70.
8. 1 2  Ludovico 1970, p. 71.